# Distretto di Changning
Il distretto di Changning (cinese semplificato: 长宁区; cinese tradizionale: 長寧區; dialetto di Shanghai: zan1nyin1 chiu1, mandarino pinyin: Chángníng Qū) è un distretto di Shanghai. Ha una superficie di 37,19 km² e una popolazione di 620.000 nel 2003. Il distretto è situato nella parte meridionale di Puxi, sulla sponda sinistra del fiume Huangpu. Il governo del distretto è situato in 1320 Yuyuan Rd. Zhongshan Park è situato nel distretto.
L'Aeroporto di Shanghai-Hongqiao è situato a Changning. Nel distretto hanno sede compagnie aeree come la China Eastern Airlines, con sede all'interno dell'aeroporto, la Spring Airlines, con sede nell'Homeyo Hotel, e la Juneyao Airlines.